# Нагибин, Андрей Николаевич
Андрей Николаевич Нагибин (род. 7 июля 1965, Никель, Мурманская область, РСФСР, СССР) — российский общественный деятель, эколог, лидер движения «Зелёный патруль» (2004), лидер Российской экологической партии «Зелёные» (с 15 мая 2021 года).

## Биография
В 1983 году окончил Мореходную школу в городе Балтийске Калининградской области. В 1987 году окончил Сахалинское высшее морское училище в городе Холмске. Работал на судах Сахалинского морского пароходства. Прошел путь от матроса до второго помощника капитана.
В 2000 году окончил Дальневосточный институт управления, В 2003 году Сахалинский государственный университет.
В 1999—2008 годах заместитель директора Сахалинского отделения Академии проблем качества. В 2001—2015 годах директор ООО Производственно-экспертной лаборатории при Сахалинском отделении Академии проблем качества. В 2009—2018 годах председатель межрегионального профсоюза предпринимателей «Справедливость». В 2004—2020 годах директор сахалинской ООО Управляющей компании «Мам Ко». Соучредитель фонда «Экоразвитие».
В 2004 году на базе Российской экологической партии «Зелёные» организовал и возглавил партийный проект «Зелёный патруль», который вырос в самостоятельное Общероссийское одноимённое общественное движение под руководством Андрея Нагибина. В 2008—2021 годах Член Центрального совета партии Справедливая Россия. Член Общероссийского народного фронта (ОНФ) — предложив от ОНФ создать «Зелёный щит» вокруг Москвы и Подмосковья.
В 2012 году депутат Сахалинской областной думы V созыва, в составе партийного списка Справедливой России, в связи с досрочным прекращением полномочий депутата Сергея Седова.
С 2012 года член Общественного совета Росприроднадзор, с 2020 года заместитель председателя общественного совета.
15 мая 2021 году на внеочередном съезде Российской экологической партии «Зелёные», избран лидером зелёной партии, сменив А. А. Панфилова.